# Chainpur (Sankhuwasabha)
Chainpur (Nepali चैनपुर Chainpur) ist eine Stadt (Munizipalität) im östlichen Nepal im Distrikt Sankhuwasabha. 
Die Stadt entstand 2014 durch Zusammenlegung der Village Development Committees Baneshwar, Chainpur, Kharang, Siddhakali und Siddhapokhari. 
Das Stadtgebiet umfasst 171,8 km².

## Einwohner
Bei der Volkszählung 2011 hatten die VDCs, aus welchen die Stadt Chainpur entstand, 24.735 Einwohner (davon 11.496 männlich) in 5385 Haushalten.